# Burton (Dorset)
Burton è un comune ed una parrocchia civile inglese sito nella contea del Dorset, borough di Christchurch.
Il territorio di Burton è attraversato dal fiume Avon.